# 大武金腰
大武金腰（学名：Chrysosplenium hebetatum）又名大武貓兒眼睛草，为虎耳草科貓兒眼睛草屬下的一个种。

## 扩展阅读
- 維基物種上的相關：大武貓兒眼睛草